# エンリケ3世 (カスティーリャ王)
エンリケ3世（スペイン語：Enrique III, 1379年10月4日 - 1406年12月25日）は、カスティーリャ王国（トラスタマラ朝）の国王（在位：1390年 - 1406年）。「病弱王」（el Doliente）と呼ばれる。カスティーリャ王フアン1世とその王妃であったアラゴン王ペドロ4世の王女レオノールの息子。アラゴン王フェルナンド1世は弟である。

## 生涯
エンリケはカスティーリャ王国の首都であったブルゴスで生まれ、王太子となった（王太子としてアストゥリアス公の称号を得た最初の人物である）。そして1390年、父王の死去によって11歳で王位を嗣ぎ、14歳から親政を始めた。彼は国王顧問会議に下級貴族を登用して王権を強化し、さらに都市の統制のためにコレヒドール（国王代官）を派遣した。
エンリケ3世は、1400年に海賊船を中心とする艦隊を派兵して北アフリカのテトゥワンを破壊するなど、イングランドに対して何度か勝利を収めた。また1402年にはフランスの探検家ジャン・ド・ベタンクールを派遣し、カナリア諸島の植民を始めた。さらにティムールに対しても使者としてルイ・ゴンサレス・デ・クラヴィホを派遣している。
1388年にエンリケはランカスター公ジョン・オブ・ゴーントの娘キャサリン（スペイン語名カタリナ）と結婚した。カタリナの母コンスタンサはペドロ1世の娘であり、この婚姻によってトラスタマラ朝の正統性が強化された。（トラスタマラ朝の祖である祖父エンリケ2世はペドロ1世の庶兄で、正嫡の王であった異母弟ペドロ1世を倒して王位に就いていた。）
1406年、エンリケ3世はトレドにて27歳で早世した。王位はカタリナの間にもうけたアストゥリアス公フアンがフアン2世として嗣いだが、2歳に満たなかったためカタリナが摂政となった。

## 子女
キャサリンとの間に1男2女がいる。
- マリア（1401年 - 1458年） - 1415年にアラゴン王アルフォンソ5世と結婚
- カタリナ（1403年 - 1439年） - 1420年にビリェーナ公エンリケ（アラゴン王フェルナンド1世の子）と結婚
- フアン2世（1405年 - 1454年） - カスティーリャ王